# Người Aeta

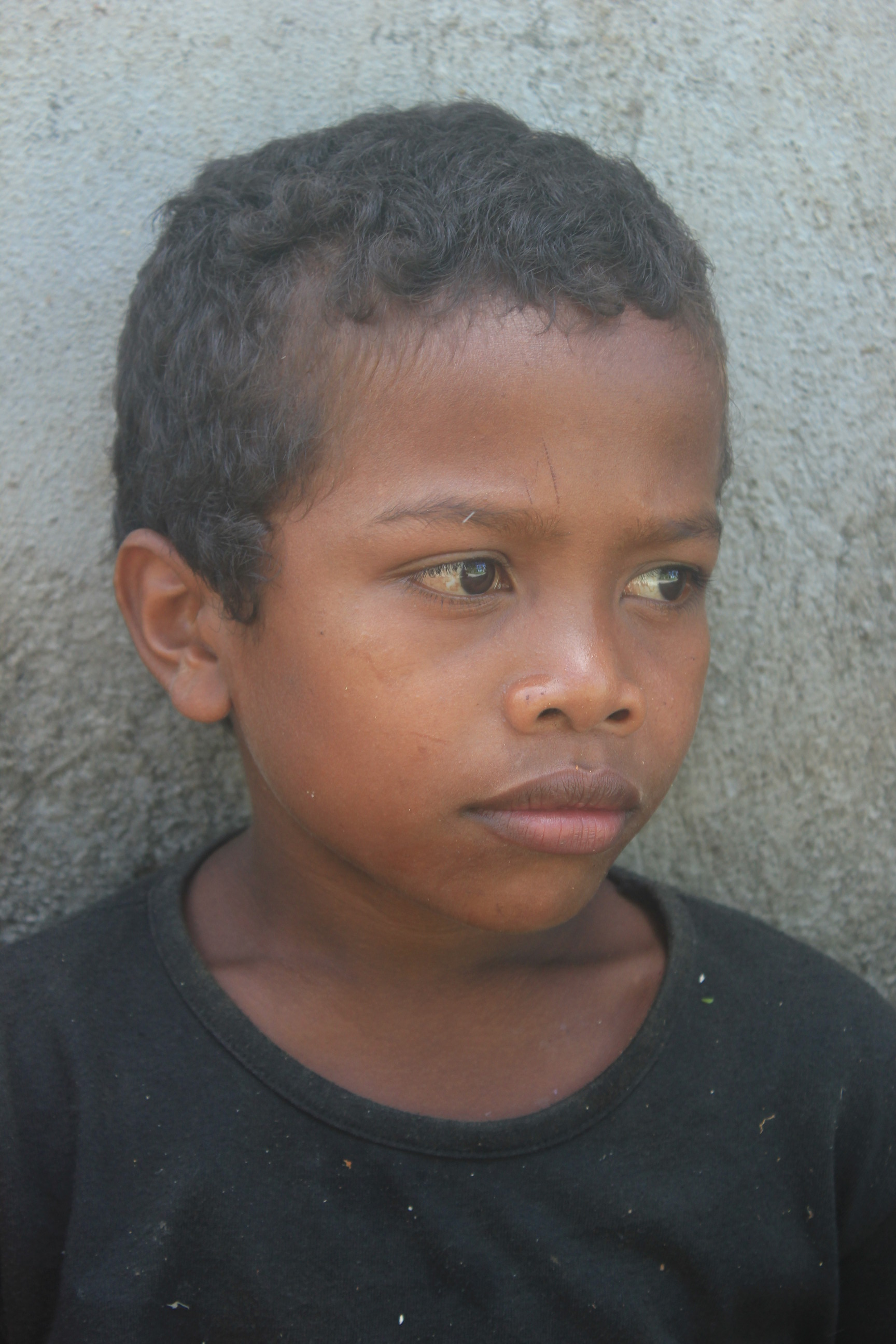
Thiếu niên Aeta từ Iriga City, Camarines Sur, năm 2015.

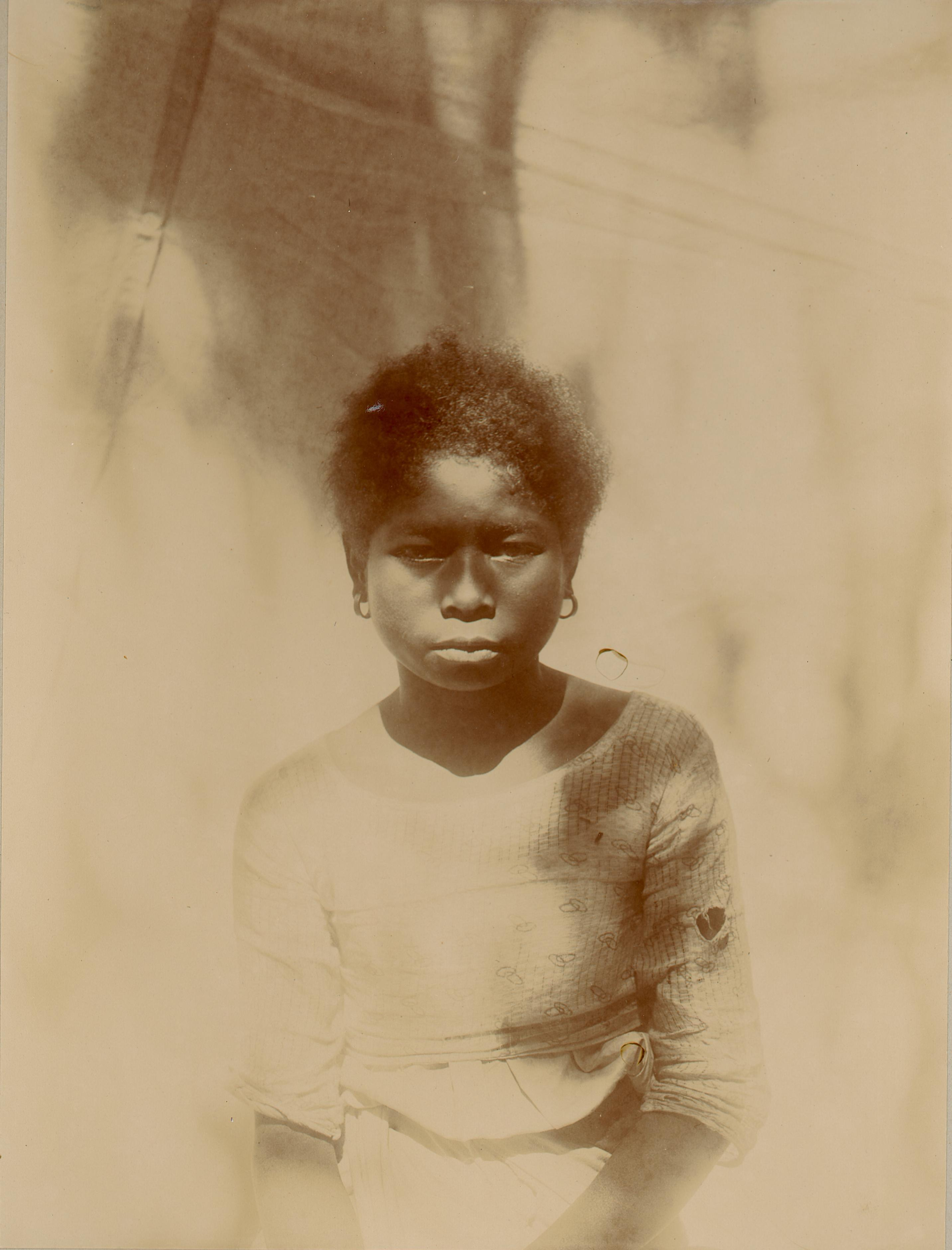
Cô gái Aeta từ Mariveles, Bataan, năm 1901.

Người Aeta hay người Ayta, người Agta, là dân tộc bản địa sống rải rác ở vùng núi hẻo lánh của đảo Luzon, Philippines.
Họ được coi là thuộc nhóm Negrito, có tầm vóc nhỏ và xương, làn da từ đen xám đến nâu sẫm, mũi nhỏ, và đôi mắt màu nâu sẫm. Tóc của họ thường có kết cấu khác lạ, và tóc màu nâu nhẹ tự nhiên có tần suất cao hơn trong với dân số nói chung. Họ được cho là một trong những cư dân đầu tiên của Philippines, trước khi người Nam Đảo di cư đến.